# Araneus urubamba
Araneus urubamba este o specie de păianjeni din genul Araneus, familia Araneidae, descrisă de Levi, 1991.
Este endemică în Peru. Conform Catalogue of Life specia Araneus urubamba nu are subspecii cunoscute.